# Avatar: The Last Airbender – The Promise
Avatar: The Last Airbender - The Promise es una novela gráfica dividida en tres partes escrita por Gene Yang e ilustrada por Studio Gurihiru. Se trata de una secuela de Avatar: The Last Airbender y una precuela de The Legend of Korra, ambas series de dibujos animados creada por Michael Dante DiMartino y Bryan Konietzko. La Parte 1 fue lanzada el 25 de enero de 2012, la Parte 2 fue lanzada el 30 de mayo de 2012 y la Parte 3 fue lanzada el 26 de septiembre de 2012. Principalmente creado un año después de la conclusión de la serie original, Avatar: The Last Airbender - The Promise detalla las aventuras del Avatar Aang y sus amigos poco después de la guerra, y proporcionará un enlace a la serie secuela The Legend of Korra. Es seguida por una secuela, Avatar: The Last Airbender – The Search
Los acontecimientos de The Promise Parte 1 comienza inmediatamente después del último episodio de la serie original, "Avatar Aang", pero después de unas cuantas páginas se mueven hacia adelante un año más tarde.

## Información general
A pesar de que la guerra de los cien años por fin ha terminado, las tensiones son altas por como el Avatar Aang y Zuko se ponen en un "curso de colisión", después de que el Avatar viaja a una colonia de la Nación del Fuego llamado "Yu Dao", y encuentra "la tensión entre los vecinos" - una amenaza que puede "romper la paz recién descubierta en el mundo". La conversación inconcluso entre Zuko y Ozai sobre el paradero de la Ursa, la madre perdida de Zuko se ha completado, pero la conversación toma un camino diferente después de que Zuko hace la pregunta y su destino sigue siendo desconocido. Zuko obliga a Aang prometerle matarlo si llega a ser como su padre, el despiadado Señor del Fuego Ozai. Las negociaciones con el Rey Tierra Kuei y el inicio del Movimiento de Restauración de la Armonía comienza. El movimiento tiene previsto llevar a la gente en las colonias de la Nación del Fuego y pasar luego a la propia Nación del Fuego. Es el resultado de la controversia inesperada, y el nuevo Señor del Fuego Zuko se debate entre los deseos de su pueblo, muchos de los cuales han llamado a la casa de colonias de más de cien años, y las demandas de muchos que creen que la paz y el equilibrio solo puede lograrse si los ciudadanos de la Nación del Fuego regresen a su país.

### La Promesa: parte 1
La Promesa Parte 1 (The Promise Part 1 en su versión original) es la primera entrega de una trilogía de novelas gráficas en la cual se relatan los hechos sucedidos posterior al último capítulo de la serie. La editorial Dark Horse Comics fue la encargada de llevar a cabo este proyecto la historia será dividida en 3 partes. La primera parte del Cómic fue estrenado el 25 de enero, del 2012 la publicación ha sido exitosa e incluso ha logrado colocarse entre algunos de los best-sellers del mes de enero. Las críticas de los lectores han sido positivas, en general. El cómic contiene 80 páginas, escrito por Gene Yang y dibujado por Gurihiru. La Segunda Parte del Cómic fue estrenado 30 de mayo del 2012 y de igual manera ha recibido críticas positivas y su tercera entrega fue el 9 de octubre del mismo ańo.
El cómic inicia, regresando al momento final de la Serie original, cuando Aang y Katara se besan, pero esta vez son interrumpidos por Sokka. Katara y Sokka discuten por un rato, así que Aang pregunta que iba a decirles Sokka, el responde que los demás habían planeado ir de Paseo antes de la Celebración del Movimiento de Restauración y venia a invitarlos.
Toph abre una Academia de Metal control en el Reino de la Tierra muy cerca de YU-DAO los estudiantes de Toph se percatan que hay una multitud haciendo disturbios afueras de la Colonia. Toph llega y se da cuenta de que sus tres estudiantes no están practicando así que se exalta como siempre, uno de los estudiantes le informa acerca de lo que está ocurriendo. Toph les dice que ira a investigar mientras ellos siguen su entrenamiento justo después de salir de su Academia Ocurre una serie de sucesos en que los protagonistas pasaran por nuevas aventuras.

### La Promesa: parte 2
La Promesa Parte 2 (The Promise Part 2 en su versión original) es la segunda entrega de la trilogía de novelas gráficas establecidas en el Mundo de Avatar como una continuación del Avatar: La Leyenda de Aang. Escrito por el autor Gene Yang, la novela gráfica fue publicada por Dark Horse Comics, en colaboración con Nickelodeon el 30 de mayo de 2012. La novela gráfica es una continuación de la trama de La Promesa Parte 1.
Aang y Katara está trabajando incansablemente por la paz entre el Señor del Fuego Zuko y el Rey Tierra Kuei sobre las colonias Nación del Fuego dentro de las fronteras del Reino Tierra. Mientras tanto, Sokka ayuda a Toph para preparar su clase de Metal control para defender su escuela contra un rival de Maestros Fuego.

### La Promesa: parte 3
La Promesa Parte 3 (The Promise Part 3 en su versión original) es la tercera y última parte de una trilogía de novelas gráficas establecidas en el Mundo Avatar como un puente entre los argumentos de las series, Avatar: La Leyenda de Aang y La Leyenda de Korra. Escrita por el autor Gene Yang, esta tercera entrega se dio a conocer por Dark Horse Comics, con la colaboración de Nickelodeon. El cómic se estrenó en Estados Unidos el 9 de octubre del 2012.
El Movimiento de Restauración de la Armonía falla en traer paz, y las naciones se sumergen nuevamente en guerra. Aang tiene que, de alguna manera, reparar la grieta entre él y el Señor del Fuego Zuko, en el medio de la batalla, con la pena de ser presionado para matar al renegado Señor del Fuego. El destino de Yu Dao y las colonias de la Nación del Fuego está en juego.

## Publicación
Desde la conclusión de la serie original en julio de 2008, los fanes de Avatar: The Last Airbender han exigido un desenlace más satisfactorio en relación con el destino de los personajes principales. A finales de 2010, Samantha Robertson, editor de Dark Horse Comics en el momento, se acercaron autor de cómics Gene Yang, quien fue más conocido por su serie American Born Chinese. "Después de algunas conversaciones" con el y los creadores de Avatar: The Last Airbender, Michael Dante DiMartino y Bryan Konietzko, Yang fue contratado para escribir tres novelas gráficas para servir como una secuela directa de la serie original. El enfoque de Yang a la redacción de The Promise que se supone es "purista", y ha colaborado estrechamente con DiMartino y Konietzko. El primer volumen de esta nueva serie de cómics fue puesto en libertad el 25 de enero de 2012.

## Recepción
The Promise Part 1 ha recibido críticas en su mayoría positivas, con Convention Scene alabando representación de los personajes de Yang. Convention Scene también elogió las ilustraciones de Gurihiru Studio, indicando que hizo justicia a la serie. El Seattle Post-Intelligencer llamado la novela gráfica de "agradable de leer, incluso si no están bien versados en el universo de la historia".

## Ventas
Las ventas de The Promise han sido fantásticas, y "se destaca en lugares de cómics no suelen: Bookscan, que rastrea las ventas solo en las librerías y otros lugares no-tiendas-de-cómic".